# Catarina Swynford
Catarina Swynford (nascida 
Catarina de Roet em inglês:  Katharine; 25 de novembro de 1350 — 10 de maio de 1403) foi a filha de Payne de Roet, um arauto flamengo de Hainault.
Catarina foi a terceira esposa de João de Gante, Duque de Lencastre, e os seus descendentes formaram a família Beaufort, que teve um papel essencial na Guerra das Rosas. Henrique VII, que se tornou Rei de Inglaterra em 1485, e fundamentou a sua pretensão ao trono através de sua mãe, Margarida Beaufort, uma bisneta de Catarina.

## Família
Os filhos de Payne de Ruet (apelido sobre o qual se debate ter sido anteriormente "Gilles"), incluíam Catarina, a sua irmã Filipa, um filho chamado Walter, e uma irmã mais velha chamada Isabel de Ruet, freira do convento dos monges de St. Waudru, em cerca de 1366. É muitas vezes defendido que Catarina era a filha mais nova, no entanto, o escritor Weir defende, baseando-se em pequenas provas fragmentadas que Filipa era mais nova, e que ambas eram fruto de um segundo casamento.
Encontram-se referências a Payne de Ruet muito cedo, num documento legal, em forma de Paganus de Rodio (Rodio refere-se em Latim ao mensageiro de Roeulx ou Le Roeulx, o nome de uma cidade de 3 000 habitantes a 12 quilómetros noroeste de Mons, na estrada que levava a Mons de Nivelle.) Payne de Ruet pode ter sido atraído a procurar fortuna em Inglaterra por conselho das explorações de Fastre de Ruet, que tinha acompanhado João de Beaumont em 1326, quando, juntamente com trezentos seguidores, foi ajudar os ingleses a lutar contra os escoceses. Fastre era o irmão mais novo do último senhor de Roeulx e descendia dos Condes de Hainault. Ele e o irmão Eustace caíram em estreitos pecuniários e foram obrigados a dar as suas terras. Fastre morreu em 1331 e foi enterrado na abadia de Roeulx enquanto o seu irmão Eustace sobreviveu até 1336. Payne era, tal como Fastre, um irmão mais novo, possivelmente de um ramo menor.
Como o rei estava no norte, um grande número de flamengos regressavam a casa sem ir além de Londres, mas Payne de Ruet foi um dos que ficaram em Inglaterra na comitiva de Filipa de Hainault, acompanhando a jovem rainha na sua viagem desde Valencinnes para se juntar ao seu marido, Eduardo III, em finais de 1327. O seu nome não aparece na lista de cavaleiros que acompanharam a rainha desde Hainault, contudo, foi referido por Froissart como sendo um dos cavaleiros na lista adicional.
Em 1347, Ruet foi enviado para a batalha de Calais e foi um dos cavaleiros nomeados pela Rainha Filipa para retirar da cidade os cidadãos que ela tinha salvo.
Regressou às terras de Hainault provavelmente em 1349, e Catarina nasceu no ano seguinte.

## Vida
É assumido que a data de nascimento de Catarina em 1350 seja o dia 25 de novembro, uma vez que é esse o dia da sua santa protectora, Catarina de Alexandria. A família regressou a Inglaterra em 1351 e é provável que Catarina lá ficasse durante as viagens frequentes do pai.
Catarina casou-se na Igreja de São Clemente Danes, perto de Londres, por volta de 1366 com "Hugo" Ottes Swyford, um cavaleiro da casa de Kettlethorpe em Lincolnshire, filho de Tomás Swyford e Nicole Druel. Sabe-se que Catarina teve os seguintes filhos dele: Tomás (1368-1432), Branca (nascida em 1367), e talvez Margarida Swyford (nascida por volta de 1369), que era uma freira na prestigiada Abadia de Barking por ordem de Ricardo II. Existe especulação sobre uma possível filha ou neta chamada Doroteia, mas é possível que esta seja apenas uma personagem no romance de Anya Seton que se baseou numa hipótese avançada por R.E.G. Cole sem fontes. O nome Doroteia nunca foi usado em Inglaterra antes de finais do século XV.

Catarina ficou ligada à casa de João de Gante quando se tornou preceptora das suas filhas, Filipa de Lencastre e Isabel Plantageneta. A duquesa Branca, já doente, decidiu colocar a filha de Catarina, Branca (com quem partilhava o nome) no mesmo quarto das suas filhas e dava-lhe o mesmo luxo que lhes dava a elas. Além do mais João de Gante foi escolhido para ser padrinho da criança. A irmã de Catarina, Filipa, ligada à casa da Rainha Filipa, casou-se com o poeta Geoffrey Chaucer, cujo poema "The Book of the Duchess" (O Livro da Duquesa) era um tributo à morte da Duquesa Branca, em 1369, por ter contraído Peste.

Brasão de Catarina Swynford como Duquesa de Lancastre: três rodas douradas ("roet" significa pequena roda em francês antigo) em um fundo vermelho. A roda é um símbolo que representa a devoção de Catarina à sua padroeira, Santa Catarina de Alexandria,também conhecida como Santa Catarina das Rodas.

Algum tempo depois da morte de Branca, mas antes do segundo casamento do Duque, Catarina e João de Gante consumaram um caso amoroso que resultaria no nascimento de quatro filhos bastardos. Dois anos depois da morte da segunda esposa do Duque, a Infanta Constança de Castela, que morreu em 1394, Catarina e João de Gante casaram-se no dia 13 de Janeiro de 1396 na Catedral de Lincoln. No Registo de casamento pode ler-se que "João de Gante, Duque de Lencastre, casou-se com Catarina, filha de Guyon Rei de Armas no tempo do R. Eduardo, o terceiro e Geffrey Chaucer é sua irmã". Os quatro filhos de João e Catarina receberam o apelido de "Beaufort" e foram legitimizados já em adultos quando o casamento dos seus pais foi aprovado pelo rei Ricardo e pelo Papa. Apesar de serem legítimos, os Beaufort estavam proibidos de herdar o trono devido a uma cláusula no acto de legitimação eventualmente acrescentada pelo seu meio-irmão Henrique IV, embora subsistam dúvidas quanto à autoridade do monarca para alterar um estatuto já aprovado pelo parlamento. Mais tarde esta cláusula seria utilizada pelo rei Eduardo VI para colocar os descendentes de Catarina no fim da linha de sucessão apesar de, efectivamente, a dinastia Tudor descender directamente do filho mais velho de João e Catarina, João Beaufort.
Catarina viveu mais quatro anos que João, morrendo no dia 10 de Maio de 1403. Era na altura a Duquesa Viúva de Lencastre. A sua sepultura e a de uma das suas filhas, Joana Beaufort, encontram-se no santuário da Catedral de Lincoln. A sepultura de Joana é a mais pequena das duas e ambas foram decoradas com placas de latão, com representações em tamanho real no topo e pequenos escudos com os brasões de armas de cada lado e no topo, as quais foram destruídas em 1644, durante a Guerra Civil Inglesa. Apenas um esboço feito por William Dugdale mostra o seu aspecto original.